# Dugong
Dugongul (Dugong dugon) este un mamifer marin de talie medie. Este una dintre cele patru specii existente din ordinul Sirenia, care include și trei specii de lamantin. Este singurul reprezentant rămas al odinioară diversei familii Dugongidae; Cea mai apropiată rudă modernă, vaca de mare a lui Steller (Hydrodamalis gigas), a fost vânată până la extincție în secolul al XVIII-lea. Dongongul este singurul mamifer marin strict erbivor. 
Dongongul este singurul sirenian din gama sa, care se întinde pe apele a aproximativ 40 de țări și teritorii din Pacificul Indo-Occidental. Dongongul este în mare parte dependent pentru subzistență de comunitățile de iarbă marină⁠(d) și este astfel limitat la habitatele de coastă care unde se dezvoltă acestea, cele mai mari concentrații de dugongi apărând în mod obișnuit în zone largi, puțin adânci și ferite, precum golfurile⁠(d), canalele⁠(d) de mangrove, apele marilor insule de pe malul mării și apele inter-recifale. Apele nordice ale Australiei dintre Golful Shark⁠(d) și Golful Moreton⁠(d) sunt considerate a fi fieful actual al dugongilor. 
Ca toți sirenienii moderni, dugongii au un corp fusiform, fără înotătoare dorsale⁠(d) sau membre posterioare⁠(d). Membrele anterioare⁠(d) sau aripioarele sunt asemenea unor vâsle. Dongongul se distinge ușor de manatee prin coada sa asemănătoare cu a delfinului, dar deține și un craniu și dinți specifici. Botul este puternic curbat în jos, o adaptare pentru hrănire în zonele de iarbă de mare bentice⁠(d). Molarii sunt simpli, ca niște cioturi, spre deosebire de molarii mai elaborați ai manateelor. 
Dungongul a fost vânat de mii de ani pentru carnea și grăsimea sa. Vânătoarea tradițională are încă o importanță culturală mare în mai multe țări din habitatul său modern, în special în nordul Australiei și în Insulele Pacificului. Distribuția curentă a dugongului este fragmentată și se crede că multe populații sunt aproape de dispariție. UICN enumeră dugongul ca specie vulnerabilă la dispariție, în timp ce Convenția privind comerțul internațional cu specii pe cale de dispariție limitează sau interzice comerțul cu produse derivate. În ciuda faptului că sunt protejate legal în multe țări, principalele cauze ale declinului populației rămân antropice⁠(d) și includ decese cauzate de pescuit, degradarea habitatului și vânătoare. Având o durată de viață lungă, de 70 de ani sau mai mult, și ritm lent de reproducere, dugongul este deosebit de vulnerabil la dispariție.